# Clan Arbuthnott
Pour les articles homonymes, voir Arbuthnot.
Le Clan Arbuthnott est un clan écossais des Lowlands.

## Nom
Le nom Arbuthnott vient des terres du même nom, situées dans le comté de Kincardineshire. Les premières références citent les terres d’« Aberbothenoth », ce qui peut être traduit par « l'embouchure du ruisseau en dessous de la noble maison ». Les Arbuthnott possèdent leurs terres depuis plus de vingt-quatre générations, incluant l'actuelle Viscount of Arbuthnott (en), dirigée par le Vicomte de Arbuthnott.

## Histoire

### Origines du clan
Un certain Hugh, qui pourrait venir du clan Swinton (en), aurait acquis les terres de Arbuthnott par son mariage avec Margaret Olifard, héritière des Arbuthnott, sœur de Osbert Olifard, qui fut connu sous le surnom du « Croisé » et qui fut tué durant la première croisade sous le règne de Guillaume le Lion. Un autre Hugh, dit « Le Blond », fut Laird de Arbuthnott. Ce Hugh apparaît dans une charte de 1282 qui lui donne les terres du Monastère de Arbroath pour le « salut de son âme ». Le premier du clan à être décrit comme le dominus ejusdem fut Phillip de Arbuthnott.

### Meurtre de John Melville de Glenbervie
Le fils de Phillip de Arbuthnott, Hugh Arbuthnott, fut impliqué dans le meurtre de John Melville de Glenbervie le shérif du Kincardineshire en 1420. L'histoire veut que le shérif se soit rendu très impopulaire parmi les lairds locaux car il appliquait trop rigoureusement la loi. Le duc d'Albany (régent d'Écosse à cette époque pendant que James Ier était captif en Angleterre) était fatigué des plaintes sans fin à l'encontre de Melville, il aurait ainsi déclaré apprécier la mort du Shérif, ce qui fut pris au mot par les lairds mécontents. Les Lairds d'Arbuthnott, Mathers, Pitarrow et Halkerton, invitèrent Melville à une partie de chasse dans la forêt de Garvock. Une fois sur le lieu de rendez-vous les lairds firent tuer Melville en le jetant dans un chaudron d'eau bouillante et chacun des meurtriers prit une cuillère du breuvage. Le Laird d'Arbuthnott fut cependant pardonné pour son crime et mourut paisiblement en 1446.

### XVIesiècle
Le 29 janvier 1507 James Arbuthnott de Arbuthnott obtient une charte de la couronne lui accordant la Baronnie féodale de Arbuthnott. Le 31 aout 1507, il épousa Jean, la fille de Sir John Stewart, 1er comte d'Atholl, lui-même fils de Sir James Stewart, « Le chevalier noir de Lorn » de par sa femme Joan Beaufort, Reine douairière d'Écosse.
Alexander Arbuthnot, un descendant du plus jeune fils de la branche principale, fut un des leaders de L'Eglise d'Écosse en 1577. En 1583 il fut mandater par l'assemblée générale pour se plaindre auprès de James VI d'Écosse au sujet de diverses « pratiques papales » que le Roi tolérait. Doléance qui furent reçus avec mécontentement par le Roi, qui fit mettre Alexander Arbuthnot en maison d’arrêt. Ce qui altéra grandement sa santé et causa probablement sa mort à l'age de 44 ans.

### XVIIeetXVIIIesiècles
Sire Robert Arbuthnott, le descendant direct du Laird de Arbuthnott qui fut impliqué dans le meurtre du sheriff Melville, fut élevé au rang de Vicomte de Arbuthnott et de Baron d'Inverbervie par Charles I d'Angleterre.
Le Dr John Arbuthnot, qui clamait son appartenance à la famille du chef de clan, fut un physicien célèbre et un humoriste politique qui fit ses études à l'Université d'Aberdeen. En 1705, il eut la « chance » d'assister à la course d'Epsom en même temps que le Prince George du Danemark, le mari D'Anne de Grande-Bretagne, qui tomba malade durant l'événement. Le Dr Arbuthnot se rendit à son chevet; le prince recouvra la santé, et Arbuthnot fut nommé physicien du Roi. En même temps il devint confident de la Reine et ami de nombreuses grandes figures de cette époque. Le Dr Samuel Johnson remarqua un jour qu'il était un homme très compréhensif, hautement qualifié, excellent scientifique, connaisseur en littérature ancienne et capable d'utiliser ses grandes connaissances au profit de son imagination. Le Dr John Arbuthnott mourut en 1779.

### Époque contemporaine
John Arbuthnott, 16e Vicomte d'Arbuthnott, fut distingué par la Distinguished Service Cross (1945) et nommé Chevalier de l'ordre du chardon et Commandant de l'Ordre de l'Empire Britannique. En Écosse il dirigea le Très Vénérable Ordre de Saint John.

### Le Clan Arbuthnott aujourd'hui
- populations approximatives dans différents pays : Royaume-Uni 350 ; USA 1 150 ; Canada 220 ; Australie et Nouvelle-Zélande 190 ; Afrique du sud 85 ; Irlande 120[3]
- Terres ancestrales: Arbuthnott House et les terres attenantes soit 3 000 acres (12 km2) qui d'ailleurs sont toujours l'actuel siège du clan[4].

## Profil du clan

### Chef de clan
Le chef actuel est Keith Arbuthnott (en), 17e Vicomte de Arbuthnott, Lord Inverbervie et Chef du clan Arbuthnott. 
Il a succédé à son père en 2012.

### Symboles du clan

#### Crest badge
une tête de paon sur le cimier

### Bannière

#### Devise
Laus Deo (En latin Dieu soit loué)

### Tartan
| Tartan | Notes |
| ------ | --- |
|        | le tartan des Arbuthnott. Enregistré en 1962. Il est basé sur le tartan de la Black Watch (noter la fausse symétrie sur les fines lignes noires sur fond bleu). |

## Le clan Arbuthnott dans la littérature
- Dans le roman de Nigel Tranter (en), la Tapisserie du Sanglier, on retrouve une explication sur l'origine du clan Arbuthnott.

## liens externes
- Arbuthnott Family Association
- Arbuthnot genealogy